# Pugilato nell'antica Grecia
L'arte del pugilato nell'antica Grecia, la pigmachia (in greco πυγμαχία pygmachía, in latino pugilātus), è assai antica: le prime tracce della sua esistenza si trovano nell'Iliade (VIII secolo a.C.), tuttavia vi sono buoni motivi per credere che il pugilato venisse praticato in tempi ancora anteriori.
Essendo a quei tempi la penisola ellenica frammentata in tutta una serie di città-stato (le poleis), il pugilato veniva praticato da vari ceti sociali ed in contesti differenti di città in città, a seconda delle usanze.

## Le origini

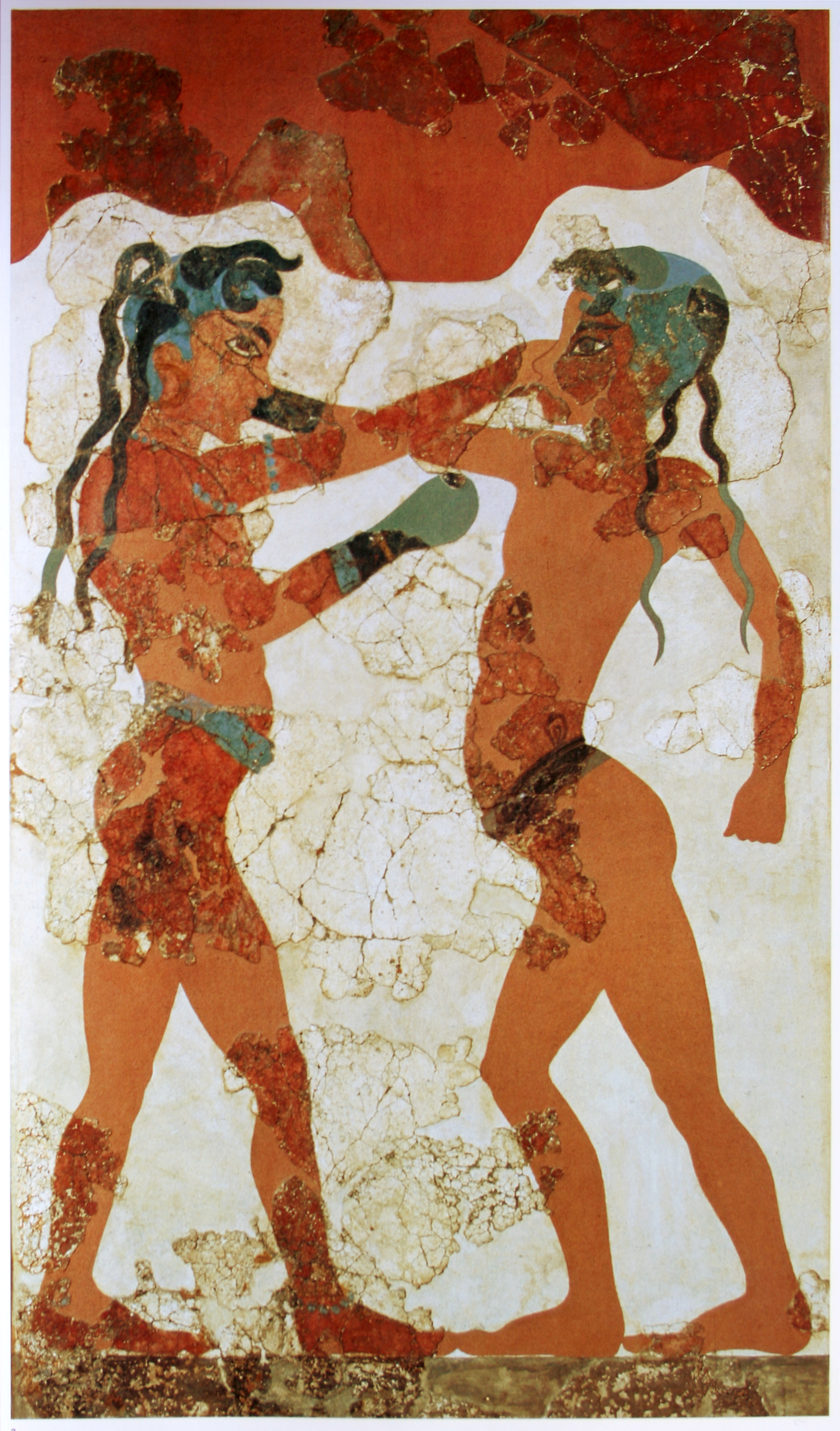
Affresco del palazzo di Cnosso, raffigurante due giovani durante un incontro di pugilato. Da notare sono i guantoni, già in uso a quei tempi (1500 a.C.).

Le fonti sull'argomento giunte sino ai giorni nostri sono perlopiù semi-leggendarie od assai frammentate, rendendo così difficile discernere il vero dal mitologico e ricostruire con buona accuratezza le regole, i costumi e la storia riguardanti questa attività.
Sicuramente, il pugilato prese piede in Grecia a partire dalle civiltà minoica e micenea, sotto il nome di pýx o pygmḗ o πυγμή - pugme. Ci sono diverse leggende sull'origine della boxe, secondo una di queste Teseo inventò uno sport nel quale due uomini, seduti l'uno di fronte all'altro, dovevano colpirsi coi pugni fino a quando uno dei due rimaneva ucciso o comunque impossibilitato a combattere: in seguito, tale tecnica venne sviluppata in modo da contemplare prima la postura eretta dei due contendenti, ed in seguito l'uso di guantoni, a volte muniti di borchie, e protezioni per i gomiti, anche se non doveva essere raro assistere a combattimenti di uomini completamente nudi.
Secondo l'Iliade, i guerrieri micenei includevano tornei di pugilato fra le cerimonie per onorare i caduti in guerra (fra cui Patroclo), anche se non è da escludere che tale usanza fosse stata presa in prestito da Omero fra quelle contemplate in periodi più tardi.
Proprio in commemorazione di Patroclo, i greci, a partire dal 688 a.C., introdussero il pugilato (pygmḗ o pygmachía) nei Giochi Olimpici antichi: la prima medaglia venne vinta da Onomasto da Smirne.
Secondo Filostrato, la pigmachia si era sviluppata originariamente nella polis di Sparta, dove essa serviva a rendere gli uomini meno sensibili al dolore in caso di battaglie, poiché i guerrieri spartani non erano soliti utilizzare elmi di sorta. In ogni caso, la nobile arte non era vista come uno sport di tipo competitivo, soprattutto perché il combattimento fra due uomini prevedeva la sconfitta di uno dei due, il che era ritenuto altamente disonorevole nella cultura spartana. Si lottava per un po' di tempo e si smetteva quando si era stanchi, senza che uno dei due venisse sconfitto.

## Equipaggiamento

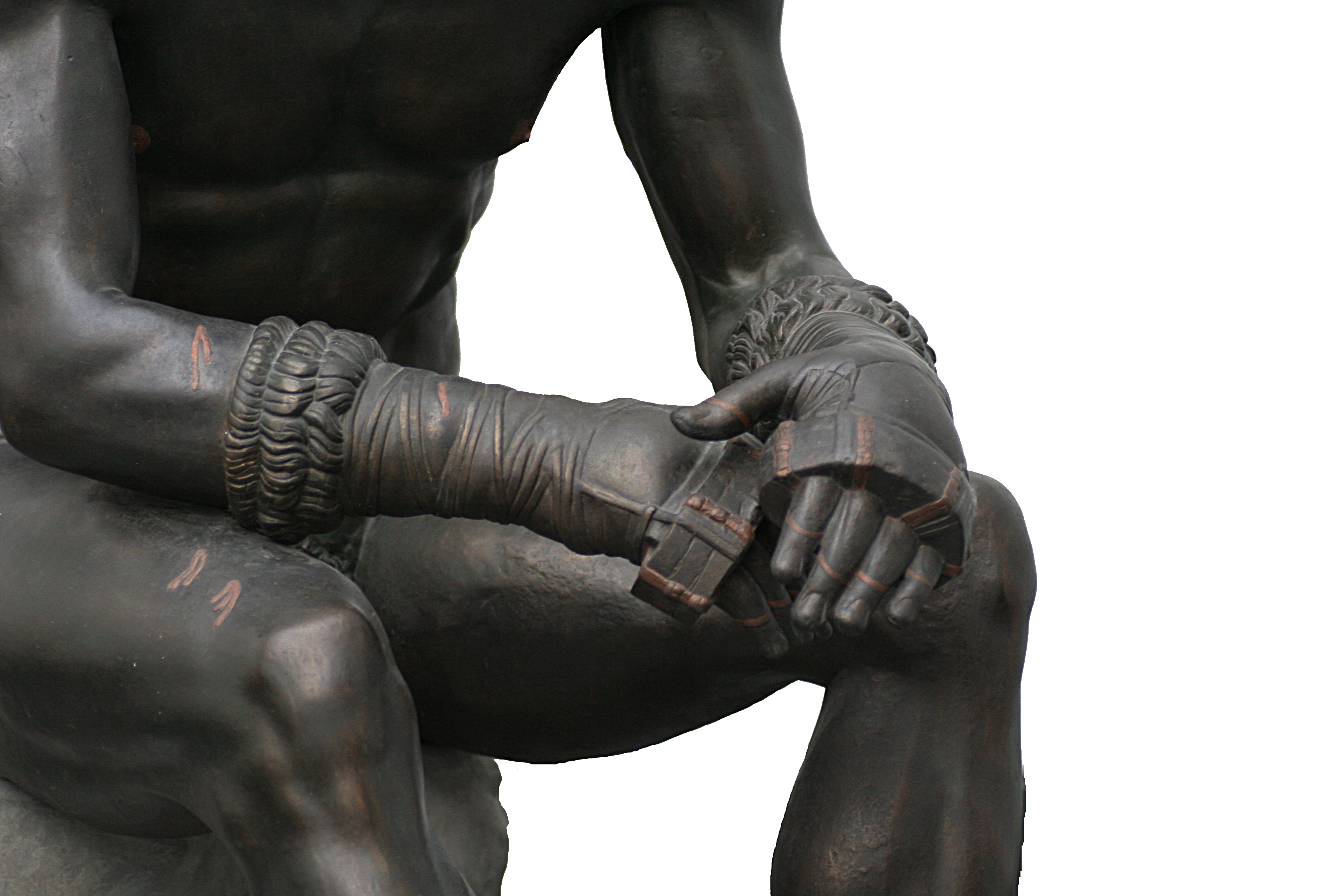
Particolare del pugile a riposo: notare le fascette di cuoio a protezione di mani ed avambracci, con ispessimenti sulle nocche e fascia di lana per il sudore.

Nelle Olimpiadi antiche, fino al 500 a.C. circa, gli atleti indossavano unicamente fascette in cuoio (denominate himántes), avvolte attorno alle mani in modo tale da lasciare libere le dita. Ciascuna fascetta misurava dai tre ai tre metri e mezzo, e veniva avvolta numerose volte attorno a nocche, mani, polsi, parte dell'avambraccio ed attorno alla base di ciascun dito.
A volte, anche il petto veniva fasciato con cuoio, mentre il resto del corpo era del tutto nudo, esclusi in alcuni casi un paio di sandali.
Attorno al 400 a.C. circa, vennero introdotti nella disciplina gli sphaîrai. Questi ultimi erano assai simili agli himántes, tuttavia la fascia di cuoio di cui erano costituiti era affumicata su un verso, che doveva essere rivolto verso l'esterno (in modo da rendere il cuoio più duro e causare maggiore danno) e ricoperta da uno strato di imbottitura sull'altro, che doveva andare a contatto con la pelle (in modo da non causare abrasioni od ustioni da sfregamento che avrebbero nuociuto al possessore stesso dei guanti, oltre che all'incassatore dei colpi).
Una versione resa ulteriormente efficiente degli sphaîrai erano gli oxýs, costituiti da una serie di tasselli di cuoio piuttosto spessi, applicati su mani, polsi ed avambracci. Sull'avambraccio veniva avvolta una fascia di lana per assorbire il sudore, mentre in corrispondenza delle nocche vi erano rinforzi di cuoio indurito con bagni in acqua e sale, per una maggiore potenza d'impatto.
I pugili greci si preparavano agli incontri allenandosi con dei sacchi pieni di sabbia, farina o cereali, chiamati kṓrykos, molto simili a quelli utilizzati dai pugili attuali..

## Le regole

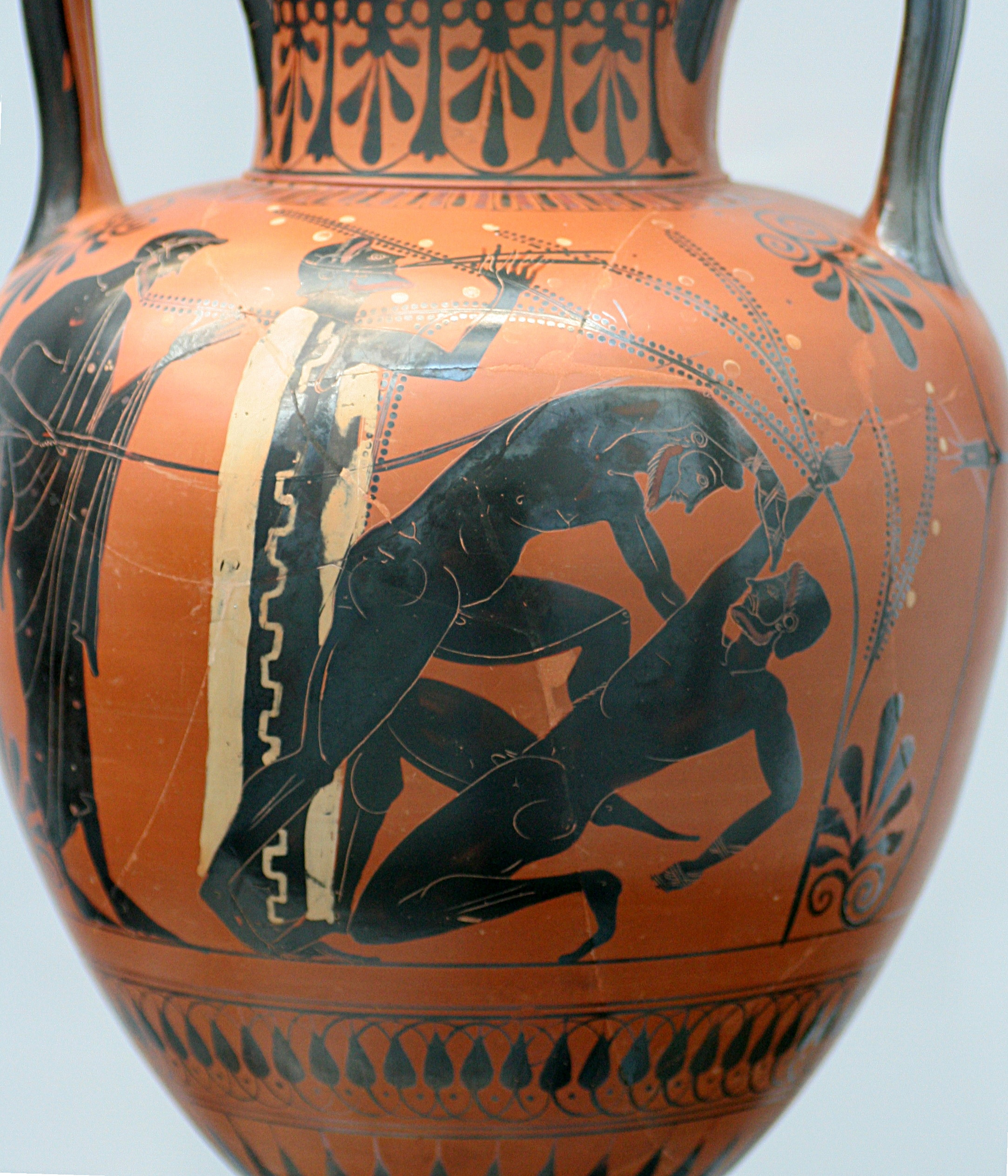
Un incontro di pugilato nell'antica Grecia (500 a.C.), dipinto su un vaso: il pugile sulla destra segnala la resa alzando l'indice.

Sebbene non esistano documenti scritti che attestino l'esistenza di un vero e proprio regolamento disciplinare del pugilato, in base alle raffigurazioni ed alle fonti storiche pervenuteci è possibile tracciare una lista più o meno attendibile delle regole contemplate durante gli incontri:
- Non era consentito fare delle prese;
- Veniva accettata qualsiasi ferita da impatto, anche fratture o tagli dovuti a colpi di striscio, mentre danni inferti con le dita decretavano la squalifica;
- Il ring era rappresentato dalla folla stessa, che delimitava un cerchio attorno ai due sfidanti;
- L'incontro non era suddiviso in riprese né aveva limiti di tempo; i due sfidanti, semplicemente, duellavano fino a quando uno dei due capitolava, o si arrendeva alzando in aria il dito indice;
- Non esistevano categorie di peso: gli sfidanti venivano selezionati in base ad estrazioni;
- Qualunque trasgressore delle regole prefissate veniva punito con la fustigazione.

## Pugilatus
Dalla Pygmachia nacque un'altra forma di pugliato che si diffuse nell'Impero Romano, chiamata pugilatus, dalla parola greca per "pugno" pugnus. Questo stile è stato fortemente influenzato dalla boxe greca ed è stato appreso per la prima volta dai romani grazie agli etruschi. Era uno sport molto popolare fino a quando non fu bandito intorno al 400 d.C. dall'imperatore Teodorico il Grande a causa della sua violenza. La maggior parte delle sue prove è presente nell'antica letteratura antica, nella scultura, nel mosaico.

### Stile
I due stili erano per lo più simili in termini di tecniche e set di regole:
le classi di peso erano assenti;
non c'era limite di tempo;
il pugile potrebbe colpire il suo avversario anche se fosse a terra;
l'uso dei calci in entrambe le forme è ancora dibattuto.
Le seguenti azioni sono ancora considerate violazioni:
cavare gli occhi;
colpire l'avversario sotto;
mordere l'avversario.
La principale differenza tra loro erano i guanti usati: al posto degli oxys , i romani usavano i cosiddetti caestus , guanti realizzati con nocche di metallo, che richiedevano un rinforzo in pelle di pecora che avvolgesse tutta la spalla. Sono presenti anche diverse raffigurazioni di caestii armati di punte o lame.
Un'altra differenza principale era la posizione di combattimento, in cui il pugile stava in piedi invece di piegarsi.
Anche la fine della partita è stata modificata, poiché all'inizio non erano consentiti i tap out, ma in seguito sono state aggiunte le sottomissioni per misure di sicurezza.
Uno dei motivi principali per cui Pugilatus è stato successivamente bandito è stata la sua brutalità, poiché le partite spesso si concludevano con la morte di un concorrente. I pugili hanno riportato anche ferite gravi, tra cui contusioni, commozioni cerebrali, danni cerebrali, emorragie interne e fratture ossee.